# Teublitz

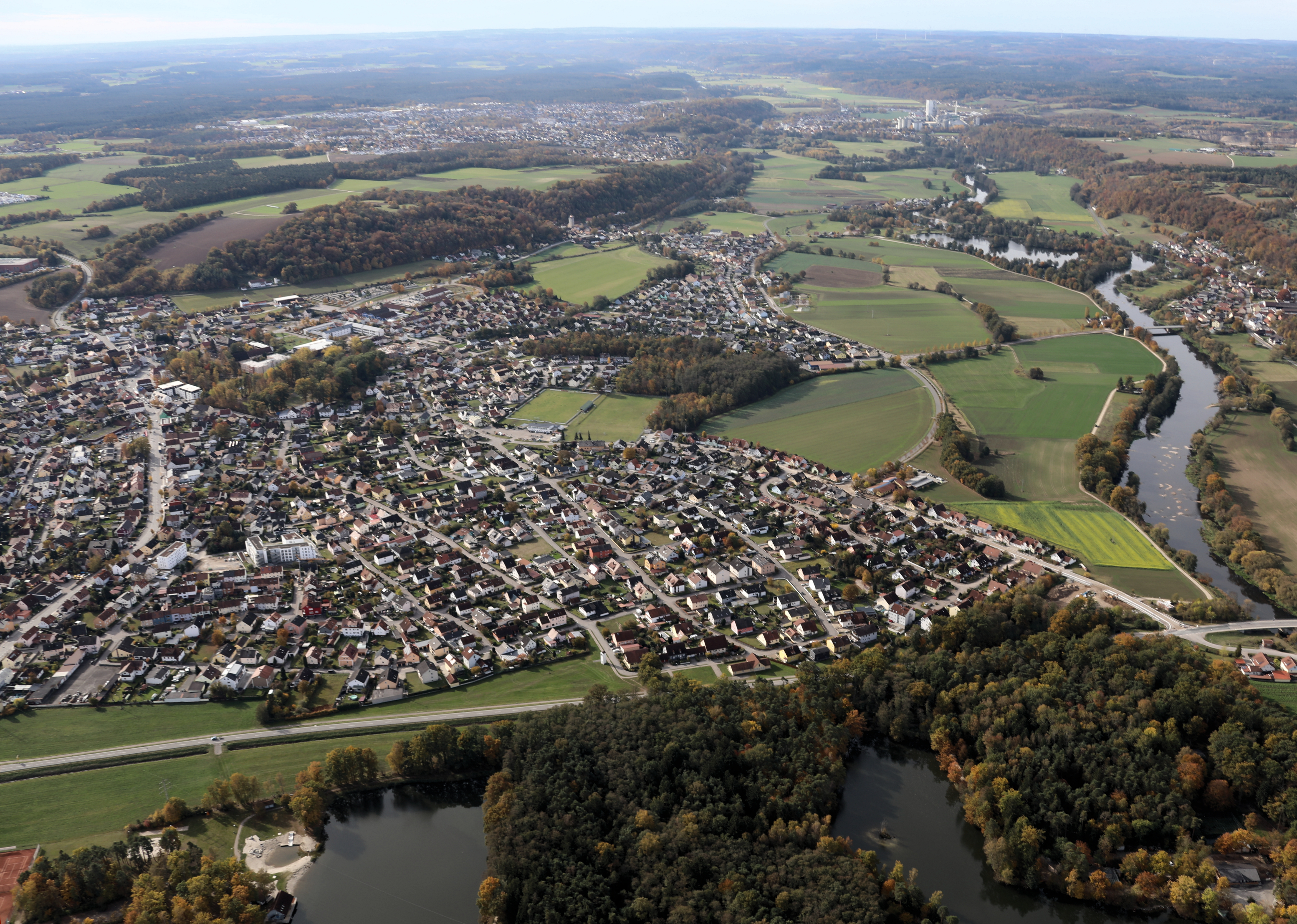
Teublitz (2023)

Teublitz ist eine Stadt im Oberpfälzer Landkreis Schwandorf.

## Geografie

### Geografische Lage
Teublitz liegt zentral in der mittleren Oberpfalz im Städtedreieck Teublitz, Burglengenfeld und Maxhütte-Haidhof. Es sind 29 km zur Hauptstadt der Oberpfalz, Regensburg, und 14 km zur großen Kreisstadt Schwandorf. Der Ort liegt am östlichen Ufer der Naab, ebenso die Ortsteile Saltendorf an der Naab und Katzdorf. Am westlichen Ufer der Naab liegen die Ortsteile Premberg und Münchshofen, nach dem der Münchshofener Berg benannt ist. Mit etwa 530 Metern war er der höchste Berg im Landkreis Burglengenfeld, der im Zuge der Gebietsreform 1972 aufgelöst wurde.

### Gemeindegliederung
Die Stadtgemeinde Teublitz hat 17 Gemeindeteile (in Klammern ist der Siedlungstyp angegeben):
- Bömmerlschlag (Einöde)
- Frauenhof (Weiler)
- Froschlacke (Einöde)
- Glashütte (Dorf)
- Katzdorf (Pfarrdorf)
- Köblitz (Weiler)
- Kremplschlag (Weiler)
- Kuntsdorf (Weiler)
- Loisnitz (Dorf)
- Münchshofen (Dorf)
- Oberhof (Weiler)
- Premberg (Pfarrdorf)
- Richthof (Weiler)
- Saltendorf a.d.Naab (Kirchdorf)
- Stocka (Weiler)
- Teublitz (Hauptort)
- Weiherdorf (Dorf)

## Geschichte

### Bis zur Gemeindegründung
Der Teublitzer Gemeindeteil Premberg an der Naab war in der Karolingerzeit ein Hauptgrenzort gegen die Slawen. Die Grenzverordnung Karls des Großen von 805 bezeichnet die Grenze durch Nennung der Punkte, an denen der Großhandel und die Ausfuhr konzentriert und überwacht ist und die von keinem Händler umfahren oder umgangen werden dürfen; sie nennt in unmittelbarer Reihenfolge „Erpesfurt“ (Erfurt), „Halastat“ (Hallstadt bei Bamberg), „Foracheim“ (Forchheim), „Breemberga“, „Ragenisburg“ (Regensburg), „Lauriacum“ (Lorch). In Foracheim, Breemberga und Ragensburgis soll der „missus“ (Königsbote) Graf Audulf über die Grenze und Ausfuhr wachen.
Die Stadt wurde zum ersten Mal 1231–1234 unter dem Namen „Tivbelitz“ in einer Urkunde erwähnt. Dies geschah in einem Verzeichnis, das Otto II. anfertigen ließ, um einen Überblick über alle Einkünfte aus seinen Gütern und Besitzungen zu gewinnen. Meist wird der Ortsname von Teublitz aufgrund der Endung -itz als slawischer Name angesehen und aus „dupelice“ (= altslawisch dupina, Höhle) bzw. „dziupla“ (polnisch für Baumhöhle) abgeleitet. Dies deutet darauf hin, dass die Siedlung zum Zeitpunkt der ersten urkundlichen Erwähnung schon einige Zeit bestanden hatte. Teublitz war ab 1505 Teil des nach dem Landshuter Erbfolgekrieges neu geschaffenen Herzogtum Pfalz-Neuburg.
Der Schwanenhals im Ortswappen stammt aus der Helmzier des Wappens der Herren von Sinzenhofen, die von 1373 bis Mitte des 16. Jahrhunderts die Grundherrschaft in Teublitz ausübten und auch auf Leonberg ansässig waren.
Das Schloss Teublitz in der Mitte des Ortes wurde vor 1780 erbaut. Im Stadtpark steht eine Burgruine aus dem 13. Jahrhundert, der ursprüngliche Sitz der Adelsgeschlechter.
Aus den Zeiten des Dreißigjährigen Krieges stammt die sogenannte Schwedenschanze, ein viereckiger Erdwall, der ursprünglich mit Holzpalisaden bewehrt war und der als Schutz und Sammelpunkt für die Ortschaft diente.
Unter den Hofmarksherren auf Schloss Teublitz befanden sich mit Adam von Herberstorff, Landmarschall des Herzogtums Neuburg, als bayerischer Statthalter in Oberösterreich Initiator des Frankenburger Würfelspiels, und dem Minister des Königlichen Hauses und des Äußern in Bayern, Friedrich August Freiherr von Gise, bedeutende Persönlichkeiten.
Im Jahr 1818 wurde die politische Gemeinde gegründet.

### 20. Jahrhundert
Am 25. August 1939 wurde Teublitz zum Markt erhoben, die Stadterhebung erfolgte im Juli 1953.

### Industriegeschichte
Im heutigen Ortsteil Münchshofen befand sich im 19. Jahrhundert eine Schleif, diese war ein Schleif- und Polierwerk mit angeschlossener Glashütte. Die Glashütte wurde 1813 von Franz von Paur erbaut, ein Jahr später stellte er den Antrag auf Errichtung einer Glasschleife, aus dem Jahr 1817 stammt das Gesuch um Errichtung einer Spiegelglasschleife. Die Besitzer des Werkes wechselten mehrmals: Isaak Moses und Samuel Moses Bloch (ab 1864), Isaak Moses Bloch (ab 1870), Haimann Hirsch aus Fürth (1873), Samuel Binswanger (1873), Gustav und Georg Zuber (ab 1880), Josef Wagner (ab 1908), Josef Hummel (1938), Xaver Hammer (ab 1939), Therese Hammer. Für den Bau des Werkes kamen viele Arbeiter aus dem bayerisch-böhmischen Raum. Wann das Werk eingestellt wurde, ist nicht genau bekannt; zu vermuten ist, dass dies in den 1930er-Jahren war.

### Eingemeindungen
Im Zuge der Gebietsreform in Bayern wurden am 1. April 1971 die Gemeinden Katzdorf und Münchshofen eingegliedert. Am 1. Januar 1978 kam Premberg hinzu. Am 1. Mai des gleichen Jahres folgte Saltendorf an der Naab.

### Einwohnerentwicklung
Zwischen 1988 und 2018 wuchs die Stadt von 6875 auf 7418 um 543 Einwohner bzw. um 7,9 %.

## Politik

### Stadtrat

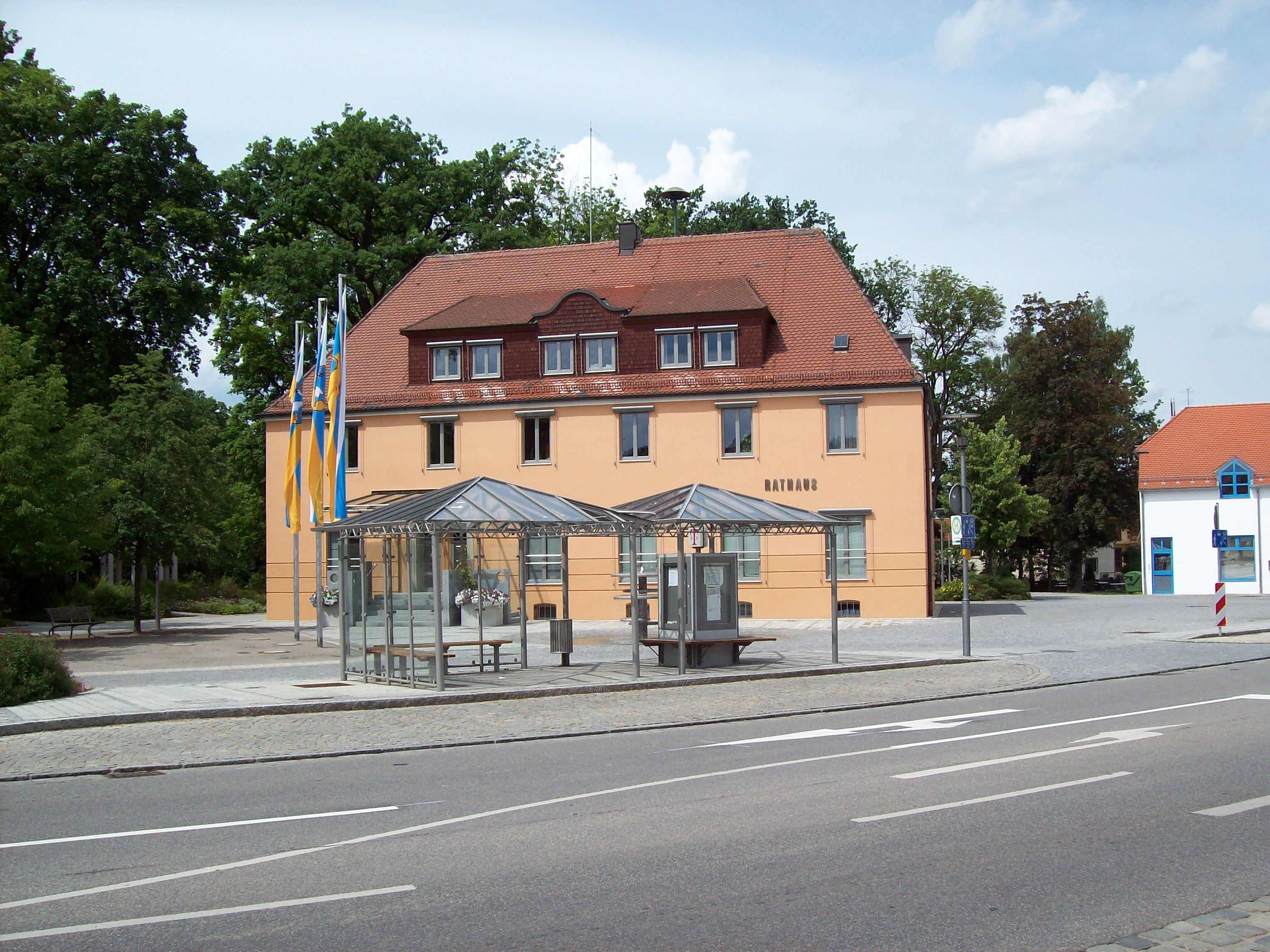
Das Rathaus von Teublitz

Im Stadtrat von Teublitz verfügt die CSU ab 1. Mai 2020 über zehn Sitze, die SPD über sechs, die Unabhängigen Wähler über zwei und die Grünen über einen Sitz. Ein Mitglied ist seit Anfang 2022 parteilos.
Als Erster Bürgermeister amtiert seit 1. Mai 2020 Thomas Beer von der CSU.

### Städtedreieck
Die Stadt Teublitz bildet zusammen mit der Stadt Burglengenfeld und der Stadt Maxhütte-Haidhof das Mittelzentrum Städtedreieck.
Im Oktober 2014 wurde Teublitz zur Fair Trade Town erhoben.

### Städtepartnerschaften
- Baborów in Polen
- Blovice in Tschechien

### Wappen
|                         | Blasonierung: „In Blau ein goldener Dreiberg, über dessen mittlerer Kuppe ein golden gekrönter silberner Schwanenhals mit schwarzem Schnabel schwebt; auf den beiden Seitenkuppen je eine goldene Getreideähre.“ |
| Wappenführung seit 1939 | |

## Kultur und Sehenswürdigkeiten

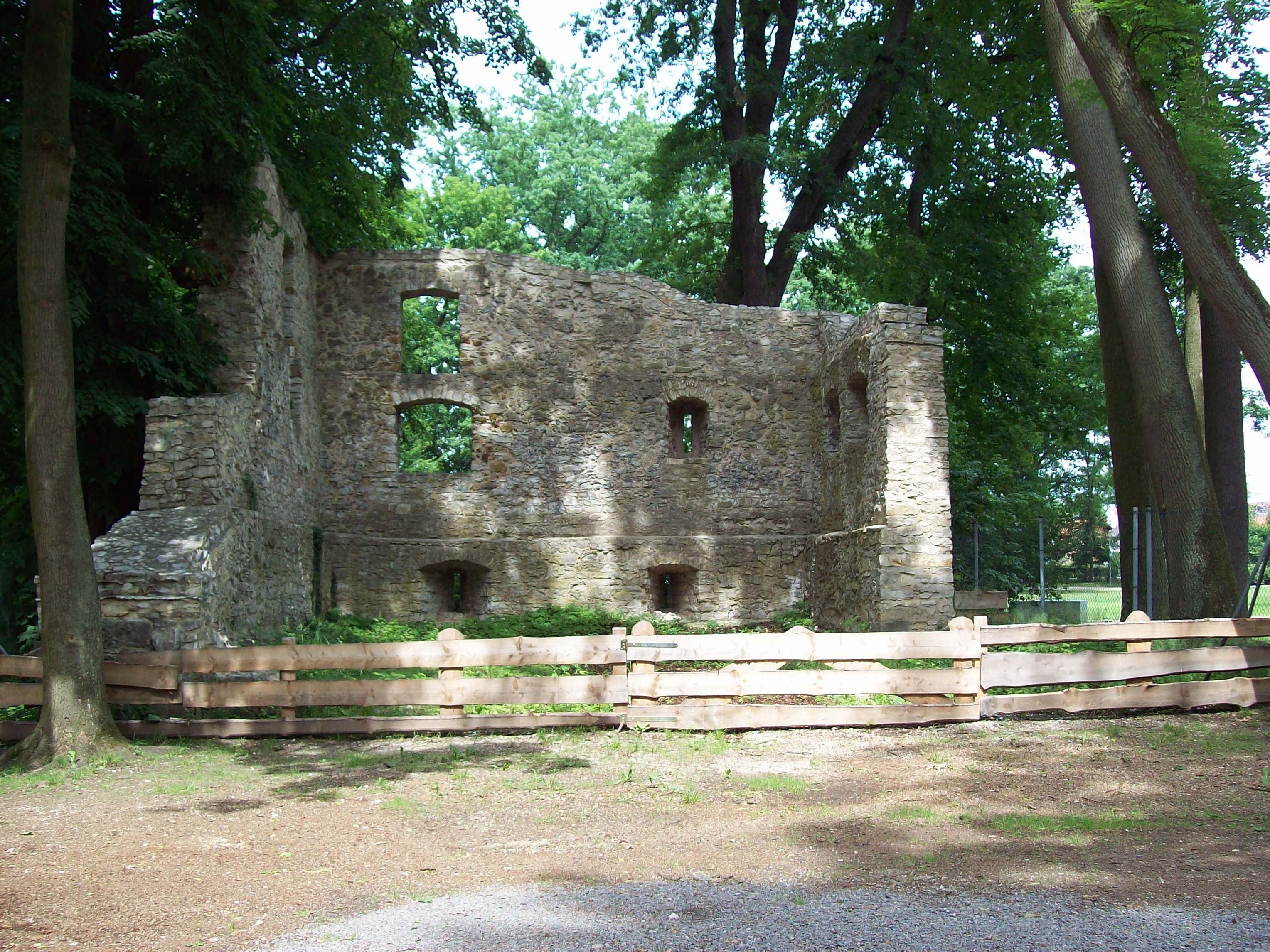
Die Burgruine im Park

- Wild- und Freizeitpark Höllohe[11]

## Wirtschaft und Infrastruktur
In Teublitz ist eine Zweigstelle der Läpple AG, die am Standort Teublitz mit ca. 800 Beschäftigten Blech zu Karosserieteilen verarbeitet. Ebenso sind mehrere mittelständische Betriebe sowie die Freiwillige Feuerwehr und der Bauhof der Stadt im Gewerbepark.

### Verkehr
Teublitz liegt an der ehemaligen Bundesstraße 15, die nördlich in Richtung Schwandorf und südlich Richtung Regensburg führt. Die Stadt hat zusätzlich einen Autobahnanschluss an der A 93, nördlich Richtung Hof und südlich via Regensburg und die A 9 nach München. Teublitz liegt an der Bahnstrecke Haidhof–Burglengenfeld, die aber momentan nur für Güterverkehr genutzt wird. Auch ist Teublitz Knotenpunkt mehrerer Kreisstraßen, der SAD 1 zur A 93 und weiter nach Nittenau, der SAD 5 nördlich nach Schwandorf und südlich nach Maxhütte-Haidhof. Geplant ist eine Umgehungsstraße. Teublitz ist im Regionalbusverkehr durch die Linie 41 des Regensburger Verkehrsverbunds (RVV) mit den Nachbarstädten Burglengenfeld und Maxhütte-Haidhof verbunden.

### Öffentliche Einrichtungen
In Teublitz sind eine Grund- und eine Mittelschule, eine Dreifachsporthalle, 2 Badeseen, 2 Kindergärten, 3 Arztpraxen, 3 Zahnarztpraxen, 2 Apotheken, das Marktzentrum sowie diverse Geschäfte und Märkte vorhanden. In der Stadtmitte befindet sich die katholische Pfarrkirche Herz Jesu mit Pfarrheim und Pfarrbüro. Ein Gymnasium, eine Realschule, ein Krankenhaus sowie ein Ganzjahresbad sind in der Nachbarstadt Burglengenfeld zu finden.

## Persönlichkeiten
- Anton Beer (1927–2010), Priester und Ehrenbürger von Pilsting, wurde in Münchshofen geboren.
- Dionys Jobst (1927–2017), Politiker (CSU)
- Franz Schindler (* 1956), Rechtsanwalt und Landtagsabgeordneter (SPD)
- Gert-Johannes Hagemann (* 1958), Generalmajor der Bundeswehr